# ロドリュブ・ロキ・ヴロヴィッチ
ロキ・ヴロヴィッチ（セルビア語: Роки Вуловић, ラテン文字転写: Roki Vulović）ことロドリュブ・ヴロヴィッチ（セルビア語: Родољуб Вуловић, ラテン文字転写: Rodoljub Vulović、1955年5月1日 - ）は、セルビア（旧ユーゴスラビア）のターボ・フォーク歌手。ボスニア・ヘルツェゴビナ紛争下でスルプスカ共和国軍の部隊ガルダ・パンテリ(Garda Panteri)に所属し、戦場のセルビア人を鼓舞する反NATO的内容の歌を多く発表し、セルビア人の民族主義者を中心に人気を集めた。
1992年に発表した、ガルダ・パンテリを率いたリュビシャ・サヴィッチについて歌った「パンテリ (マウゼル)」(Panteri Mauzer)が代表曲。

## アルバム
- Kristina (1972年)[6]
- Paša (1988年)
- Semberski junaci (1992年)
- Garda Panteri (1993年)
- Junaci Kozarski (1994年)
- Crni bombarder (1995年)
- Zbog tebe (1997年)
- Otadžbini na dar (2001年)
- U srcu te čuvam (2018年)
- Ne plači (2020年)
- Pukni zoro (2020年)
- Majevica (2022年)